# Laura de Zwart
Laura de Zwart (Gorinchem, 19 maart 1999) is een Nederlands volleybalspeelster. De Zwart kwam in Nederland uit voor Talentteam Papendal, Team Eurosped en VC Wik. In het buitenland speelde ze voor de Duitse clubs Dresdner SC, VfB 91 Suhl en Rote Raben Vilsbiburg. Sinds 2022 komt De Zwart uit voor Sliedrecht Sport.

## Carrière
Laura de Zwart werd geboren in Gorinchem en groeide op in Groot-Ammers. Hier begon ze haar volleybalcarrière bij VC Wik. In 2015 werd ze opgepikt door Talentteam Papendal. Daar was ze als middenaanvalster actief tot 2018. Gedurende haar tijd in het Talentteam Papendal maakte ze ook onderdeel uit van nationale jeugdselecties. Vanaf 2017 maakte De Zwart ook onderdeel uit van de Nederlandse volleybalploeg. Met Nederland trad ze aan op het EK 2017, waar ze een zilveren medaille won. In het seizoen 2017/18 moest De Zwart een meniscusoperatie ondergaan waardoor ze dat seizoen geen wedstrijd volleybalde. Na hiervan hersteld te zijn, maakte ze de overstap naar Team Eurosped. In mei 20219 ging De Zwart haar eerste buitenlandse avontuur aan bij Dresdner SC. Hier tekende ze een contract voor twee jaar om het middenblok te versterken. Met de club uit Dresden wist De Zwart in het seizoen 2019/20 de DVV Cup te winnen. Eind juni 2020 werd het doorlopende contract van De Zwart in onderling overleg ontbonden waardoor ze de overstap kon maken naar VfB 91 Suhl. De Zwart tekende een tweejarig contract voor de club uit de deelstaat Thüringen. In haar twee seizoenen bij de club werd beide keren de play-offs behaald, waarin tweemaal de kwartfinales het eindstaten waren na nederlagen tegen Schweriner SC en SC Potsdam. Voorafgaande aan het seizoen 2022/23 tekende De Zwart een contract bij competitiegenoot Rote Raben Vilsbiburg. In augustus 2022 werd bij De Zwart echter kanker gediagnosticeerd waardoor ze haar volleybalcarrière tijdig moest stopzetten en ze geen wedstrijd voor Rote Raben Vilsbiburg zou volleyballen. De Zwart keerde terug naar Nederland, waar ze voor Sliedrecht Sport ging volleyballen. In december 2022 maakte ze haar rentree op het volleybalveld. Door een terugslag in haar herstel moest De Zwart echter weer een stap terugzetten. In het seizoen 2024/25 keerde ze terug bij Sliedrecht Sport na hersteld te zijn van haar ziekte.

## Awards
Clubverband
- Duitse Beker 1×

Nationaal
- EK 2017